# Žilina (nádraží)

Žilina je hlavní železniční stanice v Žilině a důležitý železniční uzel na Slovensku. Nachází se severovýchodně od historického centra města. Je konečnou stanicí elektrifikovaných tratí 120 z Bratislavy, 180 z Košic, 127 z Čadce a neelektrifikované trati 126 z Rajce, díky čemuž má přímé spojení s Českem a Polskem. Leží na větvi V. panevropského dopravního koridoru z Bratislavy do Užhorodu a je konečnou stanicí VI. panevropského dopravního koridoru z Gdaňsku.

## Historie
Historie původní budovy železniční stanice v Žilině je spjata s výstavbou Košicko-bohumínské dráhy, kterou v letech 1867–1872 vybudovala Anglo-rakouská banka. V roce 1871 byla stanice dokončena a otevřena a její význam vzrostl s otevřením nových úseků východním směrem. Celá Košicko-bohumínská dráha byla dokončena 18. března 1872, ale v té době již bylo dokončeno i severojižní spojení trati do Budapešti přes Zvolen a Vrútky. V letech 2020 - 2024 probíhá ve stanici celková rekonstrukce.

## Stanice

### Nástupiště
Ve stanici se nachází sedm nástupišť: 1. nástupiště je přístupné z výpravní budovy a z podchodu, 2. a 3. nástupiště jsou ostrovní a jsou přístupná podchodem z 1. nástupiště a z Národní ulice. Nástupiště 4–7 jsou postavena u slepých kolejí a přístup k nim je z nástupiště 1 kolem správní budovy.

### Pamětní desky
Vlevo od hlavního vchodu je pamětní deska připomínající odjezd železničních transportů výrobního a průmyslového družstva Interhelpo do Sovětského svazu, kde pomáhaly budovat průmysl ve Střední Asii. Ve vestibulu je pamětní deska věnovaná obětem druhé světové války z řad železničářů.

### Umělecká díla
Stanice je bohatá na umělecká díla. Nejviditelnějším prvkem stanice je pět vitráží, které tvoří okna stanice směrem do Hviezdoslavovy ulice. Zobrazují znak města a krojové motivy z charakteristických regionů Žilinského kraje. Na stěnách vestibulu jsou čtyři kovové reliéfy, které byly instalovány v 60. letech 20. století.

### Služby
Prodej jízdenek na vnitrostátní a mezinárodní vlakovou dopravu probíhá v nádražní hale. Své zákaznické centrum zde má také soukromý dopravce RegioJet. K dispozici je také restaurace, několik prodejních stánků, úschovna zavazadel a čekárna.

## Spojení v osobní dopravě

### Vnitrostátní doprava
Ve stanici Žilina zastavují vlaky všech vnitrostátních kategorií (Os, RR, REX, R, Ex, IC), které spojují Žilinu s většinou velkých měst na Slovensku. Přímé spoje jezdí do Bratislavy, Košic, Prešova, Banské Bystrice, Trenčína, Trnavy a Martina.

### Příměstská doprava
Žilina je konečnou i výchozí stanicí motorových vlaků, které jezdí na trati Žilina – Rajec. Od roku 2003 je tato linka tarifně přiřazena k systému veřejné dopravy v Žilině jako součást tzv. žilinského regionálního integrovaného dopravního systému.

### Mezinárodní doprava
Ve stanici zastavuje několik mezinárodních spojů do Česka (17krát denně ve všední dny), Polska (5krát denně) a Rakouska (jednou denně). Zajišťuje je nejen státní dopravce ZSSK, ale také soukromí dopravci Leo Express a RegioJet.